# Йон Альвбоге
Йон Руне Альвбоге (швед. John Rune Alvbåge; нар. 10 серпня 1982, Гетеборг, Швеція) — шведський футболіст, воротар клубу «Стабек».
Виступав за національну збірну Швеції.

## Клубна кар'єра
У дорослому футболі дебютував 1999 року виступами за команду клубу «Торсланда», в якій того року взяв участь в одному матчі чемпіонату.
Згодом з 2000 по 2011 рік грав у складі команд клубів «Вестра Фрелунда», «Еребру», «Гетеборг» та «Віборг».
Своєю грою за останню команду знову привернув увагу представників тренерського штабу клубу «Гетеборг», до складу якого повернувся 2012 року. Цього разу відіграв за команду з Гетеборга наступні чотири сезони своєї ігрової кар'єри. Більшість часу, проведеного у складі «Гетеборга», був основним голкіпером команди.
Протягом частини 2017 року захищав кольори команди клубу «Міннесота Юнайтед».
До складу клубу «Стабек» приєднався того ж 2017 року. Станом на 16 серпня 2017 відіграв за команду з Берума 5 матчів в національному чемпіонаті.

## Виступи за збірну
2006 року дебютував в офіційних матчах у складі національної збірної Швеції.
У складі збірної був учасником чемпіонату світу 2006 року в Німеччині.
| Дата      | Місто               | Господарі | Результат | Гості     | Турнір           | Голи | Примітки |
| --------- | ------------------- | --------- | --------- | --------- | ---------------- | ---- | -------- |
| 23-1-2006 | Абу-Дабі            | Йорданія  | 0 – 0     | Швеція    | товариський матч | -0   |          |
| 25-5-2006 | Гетеборг            | Швеція    | 0 – 0     | Фінляндія | товариський матч | -0   | 46'      |
| 18-1-2007 | Куенка (Іспанія)    | Еквадор   | 2 – 1     | Швеція    | товариський матч | -2   | 46'      |
| 28-1-2009 | Окленд (Каліфорнія) | Мексика   | 0 – 1     | Швеція    | товариський матч | -0   |          |
| Усього    |                     | Матчів    | 4         |           | Голів            | -2   |          |